# Sport dell'aria ai Giochi mondiali 2022 - Drone racing
La gara di drone racing ai Giochi mondiali 2022 si è svolta dal 9 al 10 luglio 2025 a Birmingham.

## Risultati

### Qualificazioni
| Rank | Atleta                | Tempo     | Note |
| ---- | --------------------- | --------- | ---- |
| 1    | Killian Rousseau      | 19.659605 |      |
| 2    | Evan Turner           | 20.537685 |      |
| 3    | Alejandro Zamora      | 20.864683 |      |
| 4    | Pawel Laszczak        | 21.141504 |      |
| 5    | Changhyeon Kang       | 21.177003 |      |
| 6    | Tomass Petersons      | 21.711531 |      |
| 7    | David Modig           | 21.711872 |      |
| 8    | Haisen Kong           | 23.170389 |      |
| 9    | Fuga Kamizeki         | 23.533909 |      |
| 10   | Roland Ronto          | 23.850325 |      |
| 11   | Wanraya Wannapong     | 24.006997 |      |
| 12   | David Spacek          | 24.120832 |      |
| 13   | Arminas Volskis       | 25.481899 |      |
| 14   | Julien Giordana       | 25.769301 |      |
| 15   | Mantas Zitkus         | 25.915733 |      |
| 16   | Maximilien Pellichero | 26.093227 |      |
| 17   | Nick Nolte            | 26.336256 |      |
| 18   | Bartlomiej Laszczak   | 26.600277 |      |
| 19   | Luisa Rizzo           | 26.890240 |      |
| 20   | Stephanie Chao        | 27.224064 |      |
| 21   | Aleksi Rastas         | 27.351659 |      |
| 22   | Bojan Nikov           | 27.447637 |      |
| 23   | Oskars Raudins        | 27.477675 |      |
| 24   | Aolin Liang           | 27.577003 |      |
| 25   | Gayeon Mo             | 28.965205 |      |
| 26   | Matteo Barella        | 29.268309 |      |
| 27   | Ryan Lessard          | 31.554560 |      |
| 28   | Alina Miklewska       | 33.356629 |      |
| 29   | Mika Saito            | 33.800192 |      |
| 30   | Ka Ki Lai             | 40.100523 |      |
| 31   | Karina Limora         | 43.540139 |      |

### Sedicesimi

#### Sedicesimi - 1
| Rank | Atleta                | Tempo       | Note |
| ---- | --------------------- | ----------- | ---- |
| 1    | Killian Rousseau      | 1:06.596864 | Q    |
| 2    | Maximilien Pellichero | 1:22.382848 | Q    |
| 3    | Aolin Liang           | 27.046912   |      |

#### Sedicesimi - 2
| Rank | Atleta        | Tempo       | Note |
| ---- | ------------- | ----------- | ---- |
| 1    | Haisen Kong   | 1:10.190080 | Q    |
| 2    | Fuga Kamizeki | 1:11.150592 | Q    |
| 3    | Nick Nolte    | 1:18.779392 |      |
| 4    | Gayeon Mo     | 27.687936   |      |

#### Sedicesimi - 3
| Rank | Atleta            | Tempo       | Note |
| ---- | ----------------- | ----------- | ---- |
| 1    | Tomass Petersons  | 1:09.300224 | Q    |
| 2    | Wanraya Wannapong | 1:14.174464 | Q    |
| 3    | Luisa Rizzo       | 1:17.037568 |      |
| 4    | Ryan Lessard      | 1:34.043272 |      |

#### Sedicesimi - 4
| Rank | Atleta          | Tempo       | Note |
| ---- | --------------- | ----------- | ---- |
| 1    | Pawel Laszczak  | 1:13.734144 | Q    |
| 2    | Mika Saito      | 1:33.853696 | Q    |
| 3    | Arminas Volskis | 57.518080   |      |
| 4    | Aleksi Rastas   | 00.000      |      |

#### Sedicesimi - 5
| Rank | Atleta           | Tempo       | Note |
| ---- | ---------------- | ----------- | ---- |
| 1    | Alejandro Zamora | 44.935168   | Q    |
| 2    | Julien Giordana  | 1:02.292992 | Q    |
| 3    | Ka Ki Lai        | 00.000      |      |
| 3    | Bojan Nikov      | 00.000      |      |

#### Sedicesimi - 6
| Rank | Atleta          | Tempo       | Note |
| ---- | --------------- | ----------- | ---- |
| 1    | Changhyeon Kang | 1:11.890944 | Q    |
| 2    | David Spacek    | 1:18.860288 | Q    |
| 3    | Stephanie Chao  | 1:19.470592 |      |
| 4    | Alina Miklewska | 36.405248   |      |

#### Sedicesimi - 7
| Rank | Atleta              | Tempo       | Note |
| ---- | ------------------- | ----------- | ---- |
| 1    | David Modig         | 1:08.489216 | Q    |
| 2    | Roland Ronto        | 1:16.648448 | Q    |
| 3    | Matteo Barella      | 1:23.603456 |      |
| 4    | Bartlomiej Laszczak | 49.600512   |      |

#### Sedicesimi - 8
| Rank | Atleta         | Tempo       | Note |
| ---- | -------------- | ----------- | ---- |
| 1    | Evan Turner    | 1:03.332352 | Q    |
| 2    | Mantas Zitkus  | 1:27.404544 | Q    |
| 3    | Karina Limora  | 2:20.630016 |      |
| 4    | Oskars Raudins | 1:09.167104 |      |

### Ottavi

#### Ottavi - 1
| Rank | Atleta                | Tempo       | Note |
| ---- | --------------------- | ----------- | ---- |
| 1    | Killian Rousseau      | 1:03.674368 | Q    |
| 2    | Fuga Kamizeki         | 1:05.945600 | Q    |
| 3    | Haisen Kong           | 1:09.117952 |      |
| 4    | Maximilien Pellichero | 1:12.151040 |      |

#### Ottavi - 2
| Rank | Atleta            | Tempo       | Note |
| ---- | ----------------- | ----------- | ---- |
| 1    | Tomass Petersons  | 1:06.455552 | Q    |
| 2    | Pawel Laszczak    | 1:17.508608 | Q    |
| 3    | Mika Saito        | 1:02.242816 |      |
| 4    | Wanraya Wannapong | 00.000      |      |

#### Ottavi - 3
| Rank | Atleta           | Tempo       | Note |
| ---- | ---------------- | ----------- | ---- |
| 1    | Alejandro Zamora | 1:05.474560 | Q    |
| 2    | David Spacek     | 1:16.535808 | Q    |
| 3    | Julien Giordana  | 1:00.399616 |      |
| 4    | Changhyeon Kang  | 00.000      |      |

#### Ottavi - 4
| Rank | Atleta        | Tempo       | Note |
| ---- | ------------- | ----------- | ---- |
| 1    | Evan Turner   | 1:01.601792 | Q    |
| 2    | David Modig   | 1:06.025472 | Q    |
| 3    | Mantas Zitkus | 1:16.558336 |      |
| 4    | Roland Ronto  | 1:17.156352 |      |

### Primo turno di ripescaggio

#### Primo turno di ripescaggio - 1
| Rank | Atleta          | Tempo       | Note |
| ---- | --------------- | ----------- | ---- |
| 1    | Luisa Rizzo     | 1:19.628288 | Q    |
| 2    | Arminas Volskis | 1:20.039936 | Q    |
| 3    | Nick Nolte      | 1:22.952192 |      |

#### Primo turno di ripescaggio - 2
| Rank | Atleta         | Tempo       | Note |
| ---- | -------------- | ----------- | ---- |
| 1    | Stephanie Chao | 1:20.631808 | Q    |
| 2    | Matteo Barella | 1:21.440768 | Q    |
| 3    | Oskars Raudins | 55.576576   |      |
| 4    | Ka Ki Lai      | 00.000      |      |

#### Primo turno di ripescaggio - 3
| Rank | Atleta        | Tempo       | Note |
| ---- | ------------- | ----------- | ---- |
| 1    | Aleksi Rastas | 1:27.846912 | Q    |
| 2    | Aolin Liang   | 54.863872   | Q    |
| 3    | Gayeon Mo     | 26.814464   |      |
| 4    | Ryan Lessard  | 29.839360   |      |

#### Primo turno di ripescaggio - 4
| Rank | Atleta              | Tempo       | Note |
| ---- | ------------------- | ----------- | ---- |
| 1    | Bartlomiej Laszczak | 1:23.091456 | Q    |
| 2    | Bojan Nikov         | 1:33.310976 | Q    |
| 3    | Alina Miklewska     | 1:37.716224 |      |
| 4    | Karina Limora       | 2:15.776256 |      |

### Secondo turno di ripescaggio

#### Secondo turno di ripescaggio - 1
| Rank | Atleta              | Tempo       | Note |
| ---- | ------------------- | ----------- | ---- |
| 1    | Haisen Kong         | 1:09.480448 | Q    |
| 2    | Wanraya Wannapong   | 1:11.139328 | Q    |
| 3    | Aolin Liang         | 1:21.129472 |      |
| 4    | Bartlomiej Laszczak | 1:21.152000 |      |

#### Secondo turno di ripescaggio - 2
| Rank | Atleta          | Tempo       | Note |
| ---- | --------------- | ----------- | ---- |
| 1    | Julien Giordana | 1:13.912320 | Q    |
| 2    | Roland Ronto    | 1:14.303488 | Q    |
| 3    | Arminas Volskis | 1:18.448640 |      |
| 4    | Stephanie Chao  | 1:20.263168 |      |

#### Secondo turno di ripescaggio - 3
| Rank | Atleta                | Tempo       | Note |
| ---- | --------------------- | ----------- | ---- |
| 1    | Maximilien Pellichero | 1:15.966464 | Q    |
| 2    | Aleksi Rastas         | 1:17.856768 | Q    |
| 3    | Mika Saito            | 1:38.260992 |      |
| 4    | Bojan Nikov           | 26.177536   |      |

#### Secondo turno di ripescaggio - 4
| Rank | Atleta          | Tempo       | Note |
| ---- | --------------- | ----------- | ---- |
| 1    | Changhyeon Kang | 1:05.335296 | Q    |
| 2    | Matteo Barella  | 1:17.555712 | Q    |
| 3    | Mantas Zitkus   | 50.206720   |      |
| 4    | Luisa Rizzo     | 50.591744   |      |

### Terzo turno di ripescaggio

#### Terzo turno di ripescaggio - 1
| Rank | Atleta          | Tempo       | Note |
| ---- | --------------- | ----------- | ---- |
| 1    | Haisen Kong     | 1:07.295000 | Q    |
| 2    | Julien Giordana | 1:13.603072 | Q    |
| 3    | Aleksi Rastas   | 50.089984   |      |
| 4    | Matteo Barella  | 00.000      |      |

#### Terzo turno di ripescaggio - 2
| Rank | Atleta                | Tempo       | Note |
| ---- | --------------------- | ----------- | ---- |
| 1    | Changhyeon Kang       | 1:02.343168 | Q    |
| 2    | Wanraya Wannapong     | 1:12.040448 | Q    |
| 3    | Maximilien Pellichero | 1:12.292352 |      |
| 4    | Roland Ronto          | 47.319040   |      |

### Quarti di finale

#### Quarti 1
| Rank | Atleta           | Tempo       | Note |
| ---- | ---------------- | ----------- | ---- |
| 1    | Killian Rousseau | 1:05.886208 | Q    |
| 2    | Fuga Kamizeki    | 23.873536   | Q    |
| 3    | Tomass Petersons | 00.000      |      |
| 3    | Pawel Laszczak   | 00.000      |      |

#### Quarti 2
| Rank | Atleta           | Tempo       | Note |
| ---- | ---------------- | ----------- | ---- |
| 1    | Evan Turner      | 1:01.050880 | Q    |
| 2    | Alejandro Zamora | 1:02.302208 | Q    |
| 3    | David Spacek     | 50.808832   |      |
| 4    | David Modig      | 26.134528   |      |

#### Quarti 3
| Rank | Atleta           | Tempo       | Note |
| ---- | ---------------- | ----------- | ---- |
| 1    | Changhyeon Kang  | 1:00.149760 | Q    |
| 2    | Pawel Laszczak   | 1:03.553536 | Q    |
| 3    | Tomass Petersons | 43.945984   |      |
| 4    | David Modig      | 24.694784   |      |

### Semifinale

#### Elimination Semifinale
| Rank | Atleta           | Tempo       | Note |
| ---- | ---------------- | ----------- | ---- |
| 1    | Killian Rousseau | 1:04.303104 | Q    |
| 2    | Alejandro Zamora | 43.372544   | Q    |
| 3    | Fuga Kamizeki    | 43.204608   |      |
| 4    | Evan Turner      | 00.000      |      |

#### Double Elimination Semifinale
| Rank | Atleta          | Tempo       | Note |
| ---- | --------------- | ----------- | ---- |
| 1    | Changhyeon Kang | 1:06.453504 | Q    |
| 2    | Pawel Laszczak  | 46.796800   | Q    |
| 3    | Evan Turner     | 21.532672   |      |
| 4    | Fuga Kamizeki   | 00.000      |      |

### Finale

#### Final flight
| Rank | Atleta           | Tempo       | Note |
| ---- | ---------------- | ----------- | ---- |
| 1    | Killian Rousseau | 1:00.907520 | Q    |
| 2    | Pawel Laszczak   | 1:06.797568 | Q    |
| 3    | Alejandro Zamora | 39.460864   |      |
| 4    | Changhyeon Kang  | 39.575552   |      |

#### Final flight 2
| Rank | Atleta           | Tempo       | Note |
| ---- | ---------------- | ----------- | ---- |
| 1    | Killian Rousseau | 1:03.029248 |      |
| 2    | Pawel Laszczak   | 41.893000   |      |
| 3    | Alejandro Zamora | 41.070592   |      |